# Pure Food & Drug Act
Pure Food and Drug Act byla americká rocková skupina, působící v sedmdesátých letech dvacátého století. Frontmanem skupiny byl zpěvák a houslista Don „Sugarcane“ Harris. Na postu bubeníka byl Paul Lagos, na baskytaru původně hrál Larry Taylor, toho však později nahradil Victor Conte. Sestavu doplňovali kytaristé Harvey Mandel a Randy Resnick. Skupina nahrála jedno koncertní album s názvem Choice Cuts a následně se skupina rozpadla.